# Quintanaélez
Quintanaélez es un municipio y localidad española de la provincia de Burgos, en la comunidad autónoma de Castilla y León, comarca de La Bureba, partido judicial de Briviesca.
Tiene un área de 17,47 km² con una población de 76 habitantes (INE 2007) y una densidad de 4,35 hab/km².

## Geografía
Integrado en la comarca de La Bureba, se sitúa a 62 kilómetros de la capital burgalesa. El término municipal está atravesado por la carretera nacional N-232, entre los pK 488 y 491. El relieve del municipio está definido por el norte por la sierra de Oña, descendiendo progresivamente hacia el sur hacia el valle del río Oca. La disposición del relieve favorece que existan numerosos arroyos que discurren de norte a sur. La altitud oscila entre los 1235 metros al norte (Pan Perdido) y los 650 metros al sur, a orillas del río Oca. El pueblo se alza a 714 metros sobre el nivel del mar.
| Noroeste: Navas de Bureba                      | Norte: Oña            | Nordeste: Oña y Busto de Bureba |
| Oeste: Navas de Bureba y Los Barrios de Bureba |                       | Este: Busto de Bureba           |
| Suroeste: Los Barrios de Bureba                | Sur: La Vid de Bureba | Sureste: Busto de Bureba        |

### Núcleos de población
Quintanélez es la capital del municipio, que cuenta además con la Entidad Local Menor de Marcillo y las localidades de Quintanilla cabe Soto y Soto de Bureba.

## Demografía
Quintanaélez cuenta con una población de 47 habitantes (INE 2024).
| Gráfica de evolución demográfica de Quintanaélez entre 1842 y 2021 |
| |
| Población de derecho según los censos de población del INE. Población de hecho según los censos de población del INE.En este censo se denominaba Quintana Elez: 1842. Entre el censo de 1857 y el anterior, crece el término del municipio porque incorpora a Marcillo, Quintanilla Cabe Soto y Soto de Bureba. |

## Historia
Villa, denominada entonces Quintana Elez en la cuadrilla de La Vid, una de las siete en que se dividía la Merindad de Bureba perteneciente al partido de Bureba. Jurisdicción de realengo con regidor pedáneo.
A la caída del Antiguo Régimen queda constituida en ayuntamiento constitucional del mismo nombre, en el partido Briviesca, región de Castilla la Vieja, contaba entonces con 110 habitantes.

## Parroquia
Iglesia católica parroquial de Santa Eulalia de Mérida en el arciprestazgo de Oca-Tirón, diócesis de Burgos, dependen las siguientes localidades:
- Barrio de Díaz Ruiz
- La Parte de Bureba
- Marcillo
- Navas de Bureba
- Quintanilla cabe Soto
- Solduengo
- Soto de Bureba